# José Yordi Calcines
José Enrique Yordi Calcines es un deportista cubano que compitió en piragüismo en la modalidad de aguas tranquilas. Ganó una medalla de oro en los Juegos Panamericanos de 1995 en la prueba de C2 1000 m.

## Palmarés internacional
| Juegos Panamericanos | Juegos Panamericanos      | Juegos Panamericanos | Juegos Panamericanos |
| Año                  | Lugar                     | Medalla              | Competición          |
| -------------------- | ------------------------- | -------------------- | -------------------- |
| 1995                 | Mar del Plata (Argentina) | Medalla de oro       | C2 1000 m            |